# سیریلیوس (دهانه)
سیریلیوس یک دهانه برخوردی در ماه‌ است.

## دهانه‌های اقماری
این دهانه ۵ دهانه اقماری دارد.
| Cyrillus | عرض جغرافیایی | طول جغرافیایی | قطر          |
| -------- | ------------- | ------------- | ------------ |
| A        | ۱۳.۸° S       | ۲۳.۱° E       | ۱۷.۰ کیلومتر |
| C        | ۱۲.۳° S       | ۲۱.۵° E       | ۱۲.۰ کیلومتر |
| E        | ۱۵.۸° S       | ۲۵.۳° E       | ۱۱.۰ کیلومتر |
| G        | ۱۵.۶° S       | ۲۶.۶° E       | ۸.۰ کیلومتر  |
| F        | ۱۵.۳° S       | ۲۵.۵° E       | ۴۴.۰ کیلومتر |